# پندی، لریک
پندی (به لاتین: Pendi) یک منطقه مسکونی در جمهوری آذربایجان است که در شهرستان لریک و در دهیاری مانده‌گاه واقع شده‌است.

## جمعیت
پندی ۳۶۶ نفر جمعیت دارد.

## ریشه واژه
پندی از دو واژه تالشی پن به‌معنای بالا و دی به‌معنای روستا و آبادی است و معنای کلی آن به‌صورت روستای بالا یا ده بالا است.